# Fritz Nordsieck
Fritz Nordsieck (* 8. März 1906 in Düsseldorf; † 23. Mai 1984) war ein deutscher Betriebswirt, Kommunalpolitiker (SPD), Landrat, Autor und Malakologe.

## Leben und Wirken
Nordsieck war der Sohn eines kaufmännischen Angestellten und hatte drei Geschwister. Er studierte Betriebswirtschaftslehre, Volkswirtschaftslehre, Soziologie und Rechtswissenschaft an der Universität zu Köln und arbeitete zur Finanzierung des Studiums währenddessen am Einzelhandelsinstitut der Universität. Nach seiner Promotion zum Dr. rer. pol. im Jahr 1930 war er bis 1934 wissenschaftlicher Assistent der Wirtschafts- und Sozialwissenschaftlichen Fakultät der Universität Köln. Anschließend arbeitete er als Revisor der Treuhandgesellschaft Wirtschaftsberatung Deutscher Gemeinden AG in Berlin und danach als wissenschaftlicher Referent beim Deutschen Gemeindetag. In dieser Zeit war er außerdem Hauptschriftleiter der Zeitschrift für öffentliche Wirtschaft.
Während der Zeit des Nationalsozialismus konnte seine im Jahr 1936 angestrebte Habilitation aus politischen Gründen nicht erfolgen. Nordsieck gehörte der SA an. Während des Zweiten Weltkriegs war er als Offizier u. a. in Russland und Norwegen stationiert.
Nach Kriegsende setzte er seine berufliche Laufbahn zunächst als kommissarischer Landrat und von 1947 bis 1959 als Oberkreisdirektor im niedersächsischen Landkreis Gandersheim fort. Als Kommunalpolitiker der SPD war er zunächst ab März 1961 Mitglied des Rates der Stadt Haan und später Mitglied im Kreistag sowie in der Landschaftsversammlung. 1964 übernahm er das Amt des Landrates im Kreis Düsseldorf-Mettmann, das er bis 1967 innehatte. Hier erwarb er sich u. a. besondere Verdienste um den Aufbau der Landkreisverwaltung sowie im Bereich der Sozialverwaltung und des öffentlichen Gesundheitsdienstes.

### Privates
Nordsieck war seit 1934 mit der promovierten Betriebswirtin Hildegard Nordsieck-Schröer verheiratet, die er vom gemeinsamen Studium her kannte. Aus der Ehe stammten fünf Kinder, darunter der Biologe und Malakologe Hartmut Nordsieck. Nach seiner politischen Laufbahn wandte er sich neben der Malakologie und Philosophie auch der Malerei zu, welcher von Jugend an sein Interesse galt. Seine Arbeiten – vor allem Aquarelle und Ölmalereien – wurden verschiedentlich auf Kunstausstellungen im Rheinland gezeigt.

## Wissenschaftliche Arbeit

### Betriebswirtschaft
Für Nordsiecks wissenschaftliche Arbeit waren Frederick Winslow Taylor, Max Weber, Henri Fayol und Werner Sombart besonders prägend. Er gilt als Begründer der Betriebswirtschaftlichen Organisationslehre und setzte bereits 1931 die Grundsteine für die heutige Organisationslehre. Er veröffentlichte Fachbücher zur Betriebsorganisation, zur Organisationslehre sowie zu Themen der kommunalen Verwaltung, die mehrfach aufgelegt wurden. Er war außerdem kurzzeitig Dozent für Organisationslehre an der Technischen Akademie Wuppertal.
Hans-Dieter Zollondz beschreibt Nordsiecks wissenschaftliche Arbeit zur Betriebsorganisation wie folgt:

„Seine Darstellung der Betriebsorganisation hielt er sehr abstrakt und allgemein. Die betrieblichen Aufgaben (Ziele) sah er als „sozial-objektiviertes Ziel, zu dessen Erreichung menschliche Arbeitsleistung notwendig ist“. Die zu erreichenden Ziele werden als der zentrale Punkt der Organisation angesehen und die Organisation als ein „System [aus] geltenden organisatorischen (betriebsgestaltenden) Regelungen, deren Sinnzusammenhang durch die oberste Betriebsaufgabe gegeben ist.“ Die Personen werden als Funktions- bzw. Arbeitsträger angesehen, ihnen fällt die Rolle einer gedachten Person zu, der eine bestimmte Teilaufgabe zugeordnet ist. Nordsieck sah die sozialen Gebilde nur dann als relevant an, wenn diese eine dauerhafte Funktion erfüllen. Im Mittelpunkt seiner Betrachtungsweise steht die Trennung der gesamten Organisationslehre in eine Beziehungs- und eine Ablauflehre. Die Beziehungslehre beschäftigt sich mit den Beziehungen der Mitarbeiter zur Aufgabe und zueinander; die Ablauflehre behandelt die Abfolge der Arbeitsleistungen und ihr zeitliches Ineinandergreifen. Nordsiecks Trennung der Organisationsbetrachtung in Aufbau- und Ablauforganisation beeinflussten fast alle folgenden Studien der betriebswirtschaftlichen Organisationslehre. Nordsieck wurde in den 1980er Jahren für die Organisations- und Managementlehre „wiederentdeckt“, weil er in seiner Untergliederung in Aufbau- und Ablauforganisation bereits 1931 gefordert hat, die Aufgabengliederung des Unternehmens an den Unternehmensprozessen zu orientieren.“

### Malakologie
In den 1950er Jahren begann Nordsieck, sich mit Meeresmollusken zu beschäftigen. Auf zahlreichen Reisen in die Mittelmeerregion, vor allem nach Italien und Südfrankreich,  vertiefte er seine Forschungen. Hierbei gewann er auch ein Bewusstsein für die zunehmende Verschmutzung der Meere. Er beschäftigte sich intensiv mit der Molluskenfauna der europäischen Meere, wobei er durch das Senckenberg Museum in Frankfurt am Main unterstützt wurde. Vorbilder für seine Arbeit waren insbesondere die Malakologen Wilhelm Kobelt und Wilhelm Wenz.
Nordsiecks Bücher über die europäischen Meeres-Gehäuseschnecken mit einer neuen Zusammenstellung von bekannten Arten aus den europäischen Meeren wurden von ihm selbst illustriert und fanden internationale Beachtung. Er richtete seinen Fokus besonders auf die Kleinformen. In seinen Veröffentlichungen stellte er über 400 neue Arten, Unterarten und Varietäten auf und benannte über 100 neue Gattungen sowie höhere Kategorien, weshalb er zum Teil auch mit heftiger Kritik bedacht wurde.
Neben seinen Büchern verfasste er zahlreiche Artikel und war zeitweise Mitherausgeber der italienischen Zeitschrift La Conchiglia.
In Anbetracht des Rückgangs der Artenvielfalt setzte sich Nordsieck gemeinsam mit seiner Frau intensiv für den Naturschutz ein und erhielt hierfür die Naturschutz-Medaille des Rheinisch-Bergischen Naturschutzvereins. Sein philosophisches Buch „Das neue Bewußtsein“ behandelt u. a. auch die Notwendigkeit des Erhalts der Natur.
Nach seinem Tode überließ seine Witwe die etwa 5000 Serien umfassende und teilweise von ihm selbst zusammengetragene Sammlung dem Forschungsinstitut Senckenberg.
Die Tricolia nordsiecki Talavera wurde nach ihm benannt.

## Veröffentlichungen (Auswahl)

### Betriebsorganisation
- Die schaubildliche Erfassung und Untersuchung der Betriebsorganisation. Dissertation, 1932.
- Grundprobleme und Grundprinzipien der Organisation. 3-teilige Aufsatzserie, in: Die Betriebswirtschaft, 1931.
- Die Organisation des Arbeitsablaufs. 3-teilige Aufsatzserie, in: Die Betriebswirtschaft, 1934.
- Grundlagen der Organisationslehre. Poeschel Verlag, Stuttgart 1934.
- Rationalisierung der Betriebsorganisation. Poeschel Verlag, Stuttgart 1955 (2. überarbeitete Auflage von Grundlagen der Organisationslehre).
- Das kommunale Parlament. Kohlhammer Verlag, Stuttgart 1949.
- Betriebsorganisation. Betriebsaufbau und Betriebsablauf. 4. Auflage. Poeschel Verlag, Stuttgart 1972, ISBN 3-7910-9003-8.
- Betriebsorganisation. Lehre und Technik. 1961. 2., überarbeitete Auflage: Poeschel Verlag, Stuttgart 1972, ISBN 3-7910-0081-0.

### Zoologie / Malakologie
- Die europäischen Meeres-Gehäuseschnecken (Prosobranchia). Vom Eismeer bis Kapverden und Mittelmeer und Schwarzes Meer. Gustav Fischer Verlag, Stuttgart 1968. 2., überarbeitete Auflage: Fischer Verlag, Stuttgart 1982, ISBN 3-437-30360-0.
- Die europäischen Meeresmuscheln (Bivalvia). Gustav Fischer Verlag, Stuttgart 1969.
- Die miozäne Molluskenfauna. Von Miste-Winterswijk NL (Hemmoor). Gustav Fischer Verlag, Stuttgart 1972, ISBN 3-437-20107-7.
- Die europäischen Meeresschnecken. Opisthobranchia mit Pyramidellidae, Rissoacea. Gustav Fischer Verlag, Stuttgart 1972, ISBN 3-437-20098-4.

### Sonstiges
- Das neue Bewusstsein. Kugler Verlag, Oberwil bei Zug 1980, ISBN 3-85768-024-5.
- Leben als schöpferisches Werk. Kugler Verlag, Oberwil bei Zug 1982.
- Die Mockfamilie und andere Geschichten von der Katzenseele. Kugler Verlag, Oberwil bei Zug 1982, ISBN 3-85768-040-7.